# Shirin Akhter
Shirin Akhter (bengalisch শিরীন আখতার, geb. 12. April 1954) ist Generalsekretärin der Partei Jatiya Samajtantrik Dal in Bangladesch. Sie ist Abgeordnete in der Jatiya Sangsad (Nationalparlament) für den Wahlkreis Feni-1 (seit Januar 2014).

## Karriere
Shirin Akhter ist Gründungspräsidentin der Organisation Karmojibi Nari (KN), einer Frauenrechtsorganisation, welche 1991 gegründet wurde. Außerdem hat sie die Plattform Nari Sramik Kantha (Voice of the Women Workers) mitbegründet.
Sie wurde von Hasanul Haq Inu, dem ehemaligen Informationsminister von Bangladesch und Führer der Jatiya Samajtantrik Dal (JSD) zur Generalsekretärin der Partei ernannt. Am 12. März 2016 trat sie dieses Amt an. Die Partei zerbrach aufgrund ihrer Ernennung. Die Gegner wurden angeführt von Sharif Nurul Ambia und Moinuddin Khan Badal. Nach einer Anhörung der Bangladesh Election Commission wurde die Faktion unter Leitung von Inu und Akhter als der Hauptzweig der Partei anerkannt. Akhter wurde 2014 ohne Gegenkandidat in die Jatiya Sangsad gewählt. Sie hat für bessere Anerkennung der Leistung von Frauen in ländlichen Gebieten Bangladeschs aufgerufen. Am 26. Dezember 2016 kam es zu einem Treffen einer Delegation der Jatiya Samajtantrik Dal unter Führung von Akhter und Inu mit dem Präsidenten Abdul Hamid im Bangabhaban, um Vorschläge für das Amt des nächsten Chief Election Commissioner der Bangladesh Election Commission zu unterbreiten.